# كمزت
ݣمزت قبيلة أمازيغية تنتمي للجماعة القروية إداوكنظيف التابعة لإقليم اشتوكة أيت باها والمتواجدة بجهة سوس ماسة بجنوب المغرب. تشمل هذه القبيلة أربعة دواوير وهي: الموضع، أيت بوست، تيغزا وأفرضا.